# 야시카 일렉트로 35

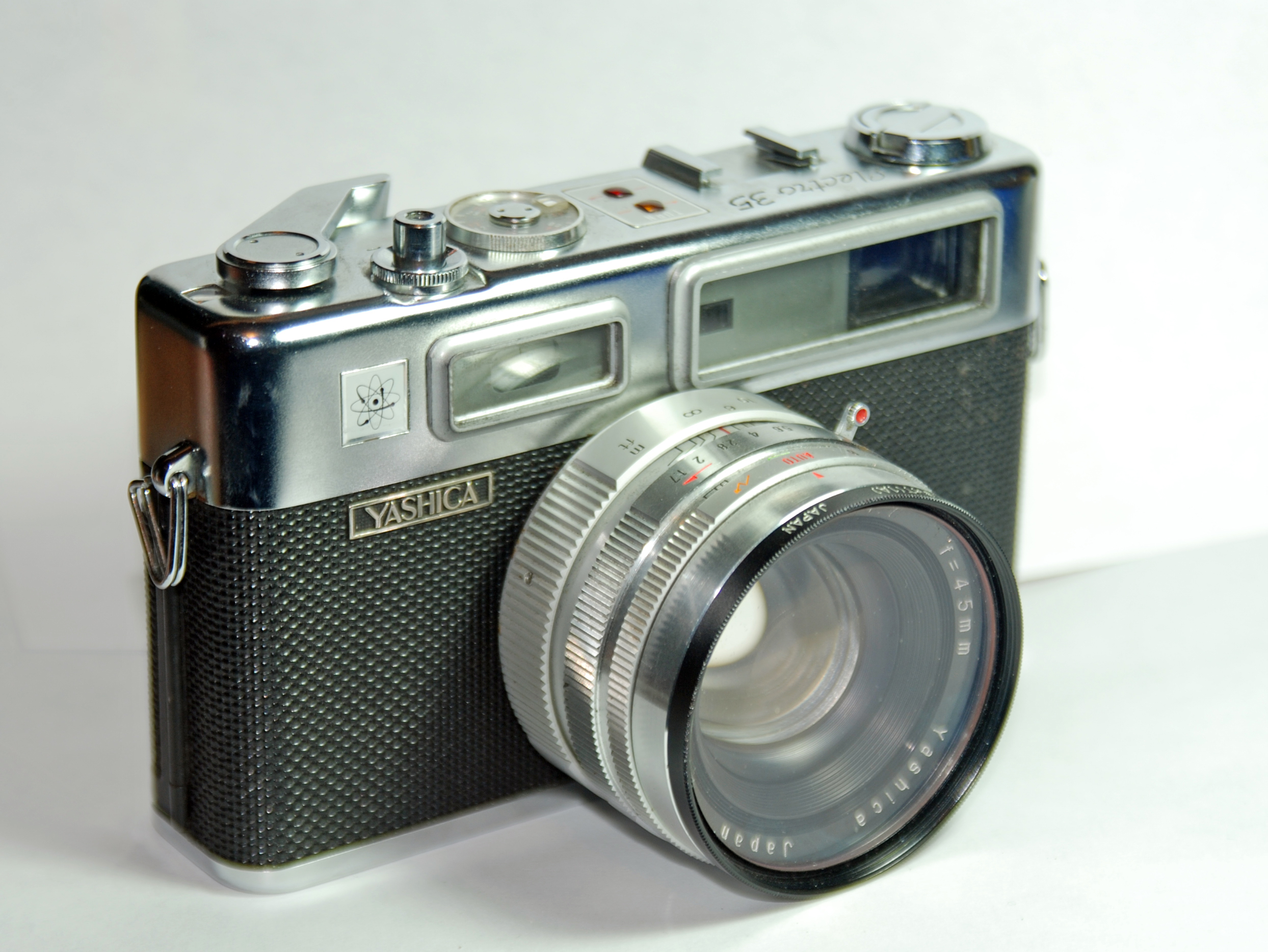
야시카 일렉트로 35

야시카 일렉트로 35(Yashica Electro 35)는 1966년에 야시논 랜즈를 사용한 35mm 레인지 파인더 카메라의
첫 제품이다. 이 제품은 1/500-30초의 스탭없는 자동셔터로 조리개-우선이다(조리개를 맞추면, 셔터값은 자동으로 설정)
선택된 조리개를 위한 셔터 속도가 1/30초보다 적을때, 뷰파인더에 좌측을 가리키는 오랜지 화살표 보여주고, 오랜지색이 카메라의 위에 나타난다. 마찬가지로 셔터 속도가 1/500초 보다 빠를 때, 뷰파인더는 우측 화살표를 보여주며, 카메라의 위에 붉은색 조절 빛이 나타난다.